# بطولة باهيان 2015
بطولة باهيان 2015 هو موسم من بطولة باهيان ‏. كان عدد الأندية المشاركة فيه 12، وفاز فيه نادي باهيا.